# Bild
«Бильд» (нем. Bild, [ˈbɪlt], досл.: «картинка, изображение») — крупнейшая немецкая ежедневная иллюстрированная газета-таблоид. Основана в ФРГ 24 июня 1952 года.
Ежедневно её читают около 12,1 миллионов человек (без учёта читателей электронного издания). Газета продаётся во всех киосках и магазинах Германии. В Германии называется «бульварной» и является ярким представителем немецкоязычной бульварной прессы. Издатель — концерн «Аксель Шпрингер-Ферлаг».

## История
Стиль газеты создан Акселем Шпрингером по образцу «бульварной прессы» Великобритании, с которой он познакомился в Гамбурге во время пребывания там Британских Вооружённых Сил после Второй мировой войны.
В противовес изданию в ГДР была создана газета NEUE Bild Zeitung, которую намеренно продавали на границе с Западной Германией.
Доступный на вокзалах, в супермаркетах, пекарнях, киосках, фабриках, португальских пляжных курортах, в Интернете и везде, где немцы покупают вещи, Bild Zeitung сидит на корточках, как большая жаба в жизни немцев.
Первый выпуск газеты вышел 24 июня 1952 года общим тиражом 455 000 экземпляров, имел четыре страницы и распространялся бесплатно (позже цена была определена в 10 пфеннигов, в настоящий момент газета в крупных городах стоит 0,70 €) В 1965 году, после того, как ежедневная цена на газету выросла с 10 до 15 пфеннигов, Аксель Шпрингер предложил канцлеру Людвигу Эрхарду, чтобы государство ввело специальную монету в 15 пфеннигов.
Первый крупный заголовок звучал: «Граница около Хельмштедта гарантируется!» (имеется в виду с ГДР).
Первоначально подписки на газету не существовало, но в настоящее время можно подписаться как на традиционную «бумажную», так и на электронную версии издания. Ежедневный тираж — около 3,4 миллиона экземпляров, из которых продаётся в среднем около 2,66 миллиона (почти 33 тысячи из этого количества — в безбумажном формате — через интернет), по подписке распространяется около 82,3 тысяч экземпляров (из них около 6,87 тысяч — подписка на электронную версию). К 2020 году сайт газеты ежемесячно посещало 25 млн читателей.
Газета не имеет серьёзных конкурентов внутри Германии, где существует двадцать региональных редакций.
В 2004 году был создан сайт BILDBlog, целью которого является исправление фактических ошибок и искажений в газете.
В марте 2022 года на фоне российского вторжения на Украину сайт издания был заблокирован в России Роскомнадзором по требованию Генпрокуратуры без озвучивания официальной причины. Ранее издание начало публиковать часть своих материалов о боевых действиях на русском языке, среди заголовков были «Лживый Лавров цитирует Геббельса», «Путин загоняет свою страну в пропасть», «Кадыровские цепные псы — это просто блеф».
Кроме того, после начала войны в Украине, был создан проект «BILD на русском», где на Youtube выпускаются интервью и обзоры новостей на русском языке, которые ведёт Максим Курников. Также был запущен одноимённый новостной телеграм-канал.

## Идеология
В эпоху существования двух Германий издание придерживалось правых взглядов (поддержка политики США, диктатур в Греции и ЮАР, капитализма, идеи о воссоединении Германии), негативно оценивая ГДР и сторонников левых и социал-демократических идей.
К концу 2010-х к списку противников добавились правительство Ангелы Меркель (как символ деполитизации немецкой политики), а также крайне правые (Альтернатива для Германии), по оценке The Guardian газета поддерживает тесные отношения с политической элитой Германии: бывший канцлер Германии Гельмут Коль был одним из шаферов на свадьбе бывшего редактора Bild Кая Дикманна, а в 2008 году Дикманн исполнил ту же роль для Коля уже на его свадьбе. Вместе с тем газета как в прошлом, так и в настоящем поляризировала немецкое общество на своих сторонников и противников, в 1960-х и 2010-х годах издание особенно радикализировалось.

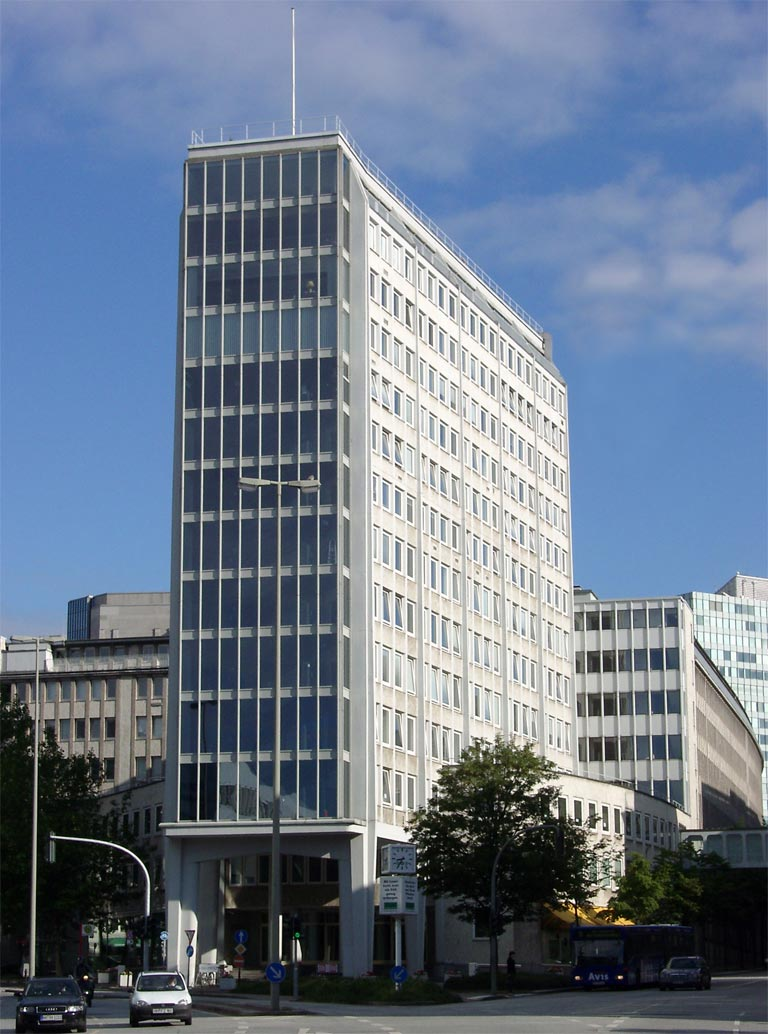
Издательство Axel Springer в Гамбурге, штаб-квартира редакции Bild с 1952 по 2008 год
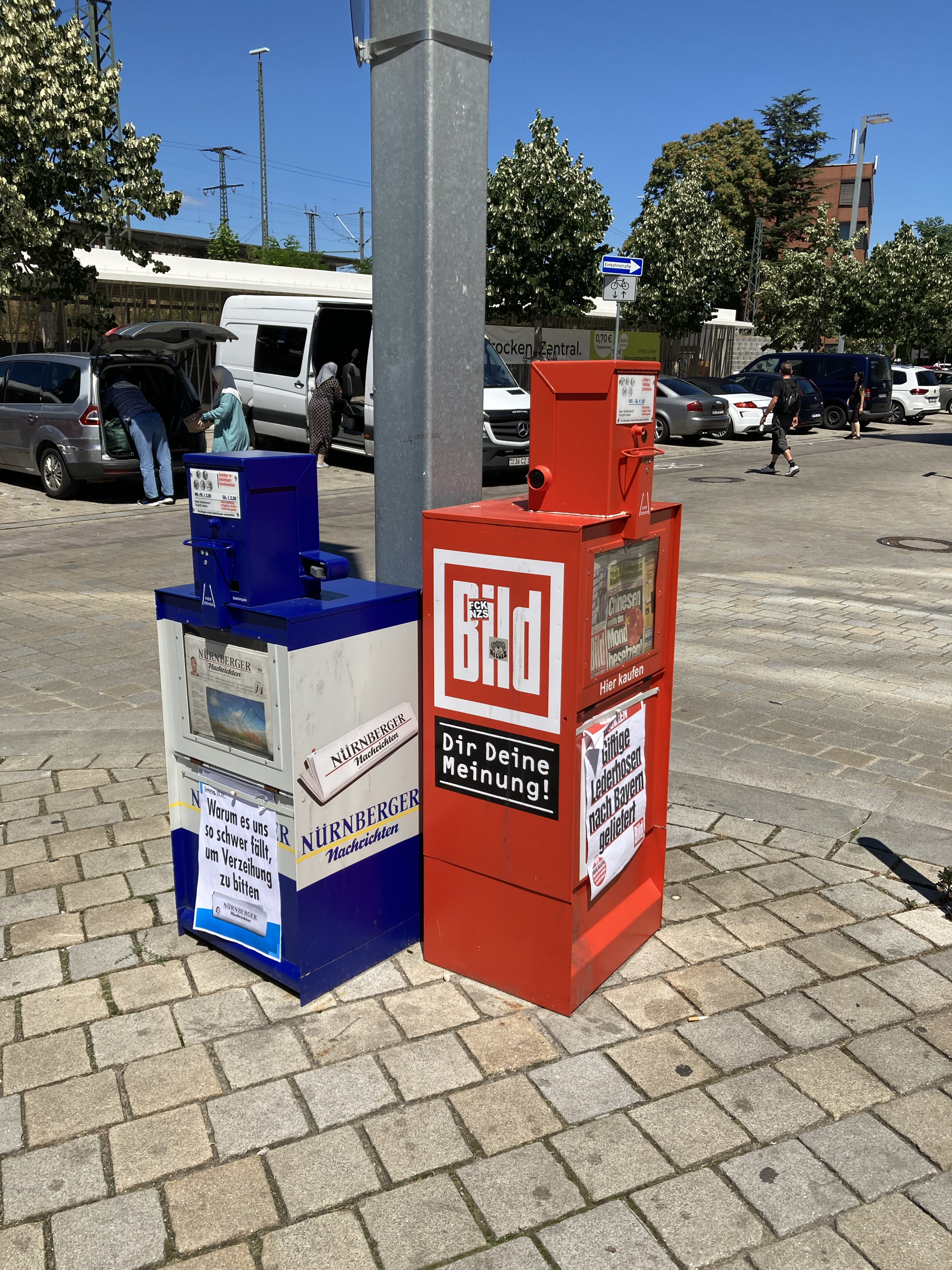
Автомат по продаже газеты Bild в Нюрнберге (справа, красного цвета), 2022